# Cattedrale di San Giovanni (Smirne)
La cattedrale di San Giovanni (in turco Saint Yuhanna Kilisesi) è la cattedrale cattolica di Smirne, in Turchia, ed è sede dell'arcidiocesi di Smirne.

## Storia
La pietra angolare della chiesa fu posta nel 1862, la costruzione fu possibile grazie a donazioni del sultano ottomano Abdul Aziz e dei cristiani di Lione, in Francia, in virtù del legame con i missionari che da Smirne avevano evangelizzato Lione nel II secolo.
L'edificio è stato terminato nel 1874 e inaugurato il 25 maggio 1874 da Mons. Vincenzo Spaccapietra, al tempo Delegato Apostolico in Asia Minore. Nel 1922 la cattedrale subì gravi danni durante l'incendio di Smirne.
Sin dagli anni 1960 la cattedrale era chiusa al culto pubblico e riservata ai soldati statunitensi stazionati nella città. Nel 2013 essa tornò nell'uso dell'arcidiocesi e, dopo lavori di restauro finanziati dalla CEI e da numerosi donatori italiani, fu riaperta il 29 settembre 2013.